# Годинникова вежа

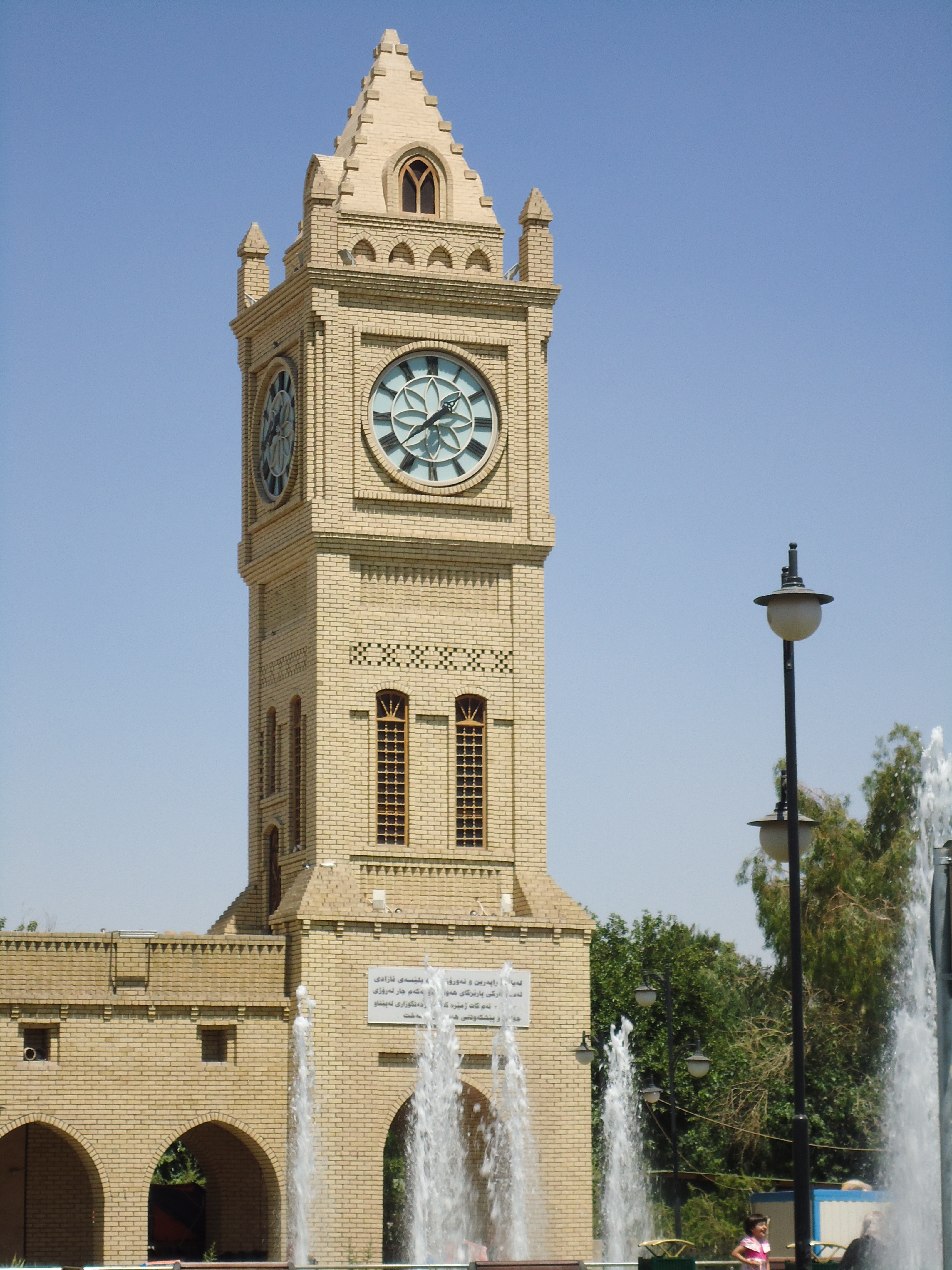
Башта годинника в Ербілі, Іракський Курдистан

Годинникова вежа — особливий тип будівлі, в якій розміщено годинник; має один або більше циферблатів на верхній зовнішній стіні. Багато годинникових веж є окремо розташованими спорудами, але вони можуть також прилягати або розташовуватися поверх іншої будівлі.
Башти з годинником є звичайним явищем у багатьох частинах світу, деякі з яких є культовими будівлями. Одним з прикладів є «Башта Єлізавети» в Лондоні (зазвичай її називають «Біг-Бен», хоча ця назва належить тільки дзвону всередині вежі).

## Визначення
Є багато структур, у яких можуть бути прикріплені годинники або які можуть мати годинники, додані до існуючої структури. Згідно з Радою з високих будівель і міських ареалів будівля визначається як будівля, якщо щонайменше п'ятдесят відсотків її висоти складається з житлової площі. Структури, які не відповідають цьому критерію, визначаються як вежі. Годинникова вежа історично відповідає цьому визначенню вежі і тому може бути визначена як будь-яка башта, спеціально побудована з одним або декількома (часто чотирма) циферблатами і яка може бути або окремою, або частиною церкви або муніципальна будівля, як ратуша. Тому не всі годинники на будівлях перетворюють будівлю на годинникову вежу.
Механізм всередині вежі відомий як вежовий годинник. Вона часто відзначає годину (а іноді й відрізки години) звучанням великих дзвонів або карильйонів, іноді граючи прості музичні фрази або мелодії.

## Знамениті годинникові вежі та баштові годинники
Одні з найзнаменитіших годинникових веж світу:
| Назва                                    | Фото | Висота м | Рік        | Розташування                         |
| ---------------------------------------- | ---- | -------- | ---------- | ------------------------------------ |
| Біг-Бен                                  |      | 96       | 1859       | Лондон, Велика Британія              |
| Філадельфійська ратуша                   |      | 167      | 1894       | Філадельфія, Сполучені Штати Америки |
| Абрадж аль-Бейт                          |      | 601      | 2012       | Мекка, Саудівська Аравія             |
| Празькі куранти                          |      |          | 1410       | Прага, Чехія                         |
| Ратхауз-Глокеншпіль                      |      |          | 1908       | Мюнхен, Німеччина                    |
| Спаська вежа                             |      | 67       | 1491       | Москва, Росія                        |
| Цітглогге                                |      |          | 1218-1220  | Берн, Швейцарія                      |
| Вежа Миру                                |      | 98       | 1920       | Оттава, Канада                       |
| «Старий Джо», Бірмінгемський університет |      | 100      | 1908       | Бірмінгем, Велика Британія           |
| Годинникова вежа Раджабаї                |      | 85       | 1878       | Мумбаї, Індія                        |
| Башта вітрів                             |      |          | 50 до н.е. | Афіни, Греція                        |